# Hopea
Hopea es un género  de plantas con flores perteneciente a la familia Dipterocarpaceae.  Comprende 193 especies descritas y de estas, solo 4 aceptadas.

## Taxonomía
El género fue descrito por William Roxburgh y publicado en Plants of the Coast of Coromandel 3: 7. 1811.
Etimología
El género fue nombrado en honor de John Hope, 1725-1786, primer administrador de la  Real Jardín Botánico de Edimburgo . 

## Distribución
Se distribuye por Sri Lanka y sur de India hasta el sur de China, y hacia el sur a través de Malasia hasta Nueva Guinea.

## Especies
- Lista de especies de Hopea